# Capanna Piz Fassa
La capanna Piz Fassa è un rifugio delle Dolomiti (Gruppo del Sella) situato nel comune di Canazei, in (TN).

## Accessi
- dalla stazione a monte della funivia del Sasso Pordoi, sentieri 627 e 638
- dal passo di Campolongo 1.875 m, per il Vallòn
- da Colfosco per la val Mezdì - ore 4 fino al Rifugio Boè (sentiero 651), quindi sentiero 638 verso il Piz Boè
- per la via ferrata Piazzetta, una delle più impegnative delle Dolomiti (solo per esperti)